# هرمان واتزینگر
هرمان واتزینگر (انگلیسی: Herman Watzinger; ۲۰ آوریل ۱۹۱۶ – 1986 (aged 69–70)) مهندس اهل نروژ بود.
از فیلم‌ها یا برنامه‌های تلویزیونی که وی در آن نقش داشته‌است می‌توان به کن-تیکی اشاره کرد.